# Războiul de 100 de Ani (1369-1389)
Războiul Carolin a fost a doua fază a războiului de o sută de ani între Franța și Anglia, în urma războiului Eduardian. A fost numit așa după Carol al V-lea al Franței, care a reluat războiul nouă ani după Tratatul de la Brétigny (semnat în 1360). Regatul Franței a dominat această fază a războiului.
Prințul negru, fiul cel mai mare și moștenitor al lui Eduard al III-lea al Angliei, a cheltuit o sumă imensă de bani pentru a-l restabili pe Petru al Castiliei la tronul Castiliei. Regele castilian nu a putut însă să-l răsplătească, astfel încât Prințul Negru a ridicat taxele în domeniile sale din Aquitania. Plângerile oamenilor nu s-au rezolvat, așa că au apelat la regele francez Carol al VI-lea. În mai 1369, Printul Negru a primit citația regelui francez, cerându-i prezența la Paris. Prințul a refuzat, iar Charles a răspuns prin declanșarea războiului. El a început imediat să inverseze pierderile teritoriale impuse la Bretigny și a avut succes în mare parte în timpul vieții sale. Succesorul său, Carol al VI-lea, a făcut pace cu fiul prințului negru, Richard al II-lea, în 1389. Acest armistițiu a fost extins de mai multe ori până când războiul a fost reluat în 1415.